# Gustav Winckler
Gustav Winckler (Koppenhága, 1925. október 13. – Viborg, 1979. január 20.) dán énekes. Birthe Wilkével közösen ő képviselte Dániát az 1957-es Eurovíziós Dalfesztiválon a Skibet skal sejle i nat című dallal, ahol harmadik helyezést ért el. Autóbalesetben halt meg.

## Fordítás
- Ez a szócikk részben vagy egészben  a   Gustav Winckler című angol Wikipédia-szócikk ezen változatának fordításán alapul.  Az eredeti cikk szerkesztőit annak laptörténete sorolja fel. Ez a jelzés csupán a megfogalmazás eredetét és a szerzői jogokat jelzi, nem szolgál a cikkben szereplő információk forrásmegjelöléseként.